# Silène conique
Silene conica
Espèce
Classification phylogénétique
Le silène conique (Silene conica L.) est une plante herbacée annuelle de petite taille, appartenant à la famille des Caryophyllacées et au genre Silene. On le reconnaît assez facilement à ses fleurs roses, dont le calice est démesurément enflé, formant une sorte d'outre ou de cône à large base.

## Description
Le silène conique est une plante vert grisâtre basse, duveteuse, légèrement collante. Les feuilles sont opposées et lancéolées, les inférieures pétiolées, les supérieures sessiles. Les fleurs sont roses minuscules (0,5 mm, rarement plus) à 5 pétales faiblement échancrés, groupées en cymes comportant le plus souvent deux fleurs, parfois une seule. Le calice est très renflé portant de nombreuses nervures, environ une trentaine. 3 styles, 10 étamines. 
La floraison a lieu de mai à juillet.

## Caractéristiques
- Organes reproducteurs :
  - Type d'inflorescence : cyme bipare
  - Répartition des sexes : hermaphrodite
  - Type de pollinisation : entomogame, autogame
  - Période de floraison : mai à juillet
- Graine :
  - Type de fruit : capsule
  - Mode de dissémination : anémochore
- Habitat et répartition :
  - Habitat type : tonsures annuelles basophiles, sabulicoles, mésohydriques
  - Aire de répartition : eurasiatique

Données d'après : Julve, Ph., 1998 ff. - Baseflor. Index botanique, écologique et chorologique de la flore de France. Version : 23 avril 2004. 